# モヒニ・デイ
モヒニ・デイ（Mohini Dey、1996年 - ）は、インド出身の女性ベーシスト。

## 概要
父のサジョイ・デイはベーシスト、母はシンガーという家庭で育ち、3才の頃から父にベースを教わる。10歳の頃からコンサート活動やレコーディング等も行っている。2010年にはランジット・バロットのアルバム「Bada Boom」に参加し、間もなくバンドのメンバーになり、2011年にはMTVアンプラグドにも出演した。2018年のNAMMショーではベースのデモンストレーションを務めた。
共演者としてガスリー・ゴーヴァン、スタンリー・クラーク、スティーヴ・ヴァイ、デワ・ブジャナなど。
スティーヴ・ヴァイが「Modern Primitive/Passion & Warfare」の収録曲のベーストラックを製作時に、当時12才ながらハイレベルな演奏をするモヒニの動画を見た。ギターテックに「彼女にこの曲をプレイしてもらったら？」という発言を受け、ベースガイドライン付きのデモトラックを送ったところ、ライブ後であったという彼女はその夜のうちに2トラックを返したという。スティーヴ・ヴァイはその演奏を「曲の小さなニュアンスまで捉えた素晴らしいものだった」と評価している。
2019年には、B'zのライブツアー「B'z LIVE-GYM 2019 -Whole Lotta NEW LOVE-」にサポート・ベーシストとして参加した。

## プレイスタイル
5弦ベースを使用し、フィンガー・ピッキングによりタッピング奏法やスラップ奏法なども使用しコードプレイも含めたテクニカルかつ高速な演奏をする。

## 影響
ジャコ・パストリアスやチック・コリアなどのジャズやファンクを好んでおり多くの時間をそれらの視聴に費やした。